# Wedel (ród)
Wedel – niemiecki ród szlachecki pochodzący z Holsztynu, wzmiankowany na pocz. XIII w., następnie na Pomorzu – w ziemi stargardzkiej przed 1268 z ośrodkiem w Krępcewie, Krzywnicy, Chociwlu, Mielnie, potem również w Nowej Marchii w licznych ośrodkach zamkowo-miejskich (Korytowo k. Choszczna, Drawno z puszczą nad Drawą po 1268, Złocieniec, Tuczno, Mirosławiec po 1296, Świdwin 1319–1384, Ińsko, Recz po 1350), także w ziemi chojeńskiej (Krajnik Górny, Czartoryja k. Chojny). Jan (Janusz, Hans) Wedel, rycerz króla Władysława Jagiełły, założył w XV wieku polską linię rodu.
Znani przedstawiciele:

Herb rodu Wedlów

- Krzysztof Tuczyński de Wedel (1565 -1649) – kasztelan poznański i santocki.
- Carl Heinrich von Wedel(inne języki) (1712–1782), generał dywizji i pruski minister wojny
- Ernst von Wedel(inne języki) (1844–1910), właściciel ziemski, członek Izby Panów w pruskim parlamencie
- Hedda von Wedel(inne języki), z domu Meseke (ur. 1942), niemiecka prawniczka i polityk
- książę Karl von Wedel(inne języki) (1842–1919), generał pruski i dyplomata
- Kurt von Wedel(inne języki) (1846–1927), właściciel ziemski, członek Izby Panów w pruskim parlamencie
- Lupold von Wedel(inne języki) (1544–1612/1615), niemiecki pisarz
- Erich von Wedel (1892–1954), niemiecki as myśliwski z czasów I wojny światowej